# Siegrun Siegl
Siegrun Siegl z domu Thon (ur. 29 października 1954 w Apolda) – niemiecka lekkoatletka reprezentująca NRD, specjalistka pięcioboju i skoku w dal, mistrzyni olimpijska z 1976.
Na mistrzostwach Europy w 1974 w Rzymie zajęła 4. miejsce w pięcioboju.
19 maja 1976 w Dreźnie ustanowiła rekord świata w skoku w dal wynikiem 6,99 m, odbierając go swojej koleżance z reprezentacji NRD Angeli Voigt. Rekord przetrwał do 1978, kiedy został poprawiony przez Vilmę Bardauskienė.
Zwyciężyła w pięcioboju na igrzyskach olimpijskich w 1976 w Montrealu uzyskując 4745 punktów. Taki sam wynik miała jej koleżanka z reprezentacji Christine Laser, ale zgodnie z ówczesnymi przepisami Siegl była od niej lepsza w trzech konkurencjach i to ona zdobyła złoty medal. Brązowy medal wywalczyła również reprezentantka NRD Burglinde Pollak. Siegl startowała na tych igrzyskach również w skoku w dal i zajęła czwarte miejsce (zwyciężyła Angela Voigt).
Po igrzyskach Siegl skoncentrowała się na skoku w dal. Zwyciężyła w tej konkurencji na halowych mistrzostwach Europy w 1979 w Wiedniu. Na igrzyskach olimpijskich w 1980 w Moskwie zajęła 5. miejsce w skoku w dal.
Siegl była mistrzynią NRD w skoku w dal w 1980 i wicemistrzynią w 1975, a w pięcioboju mistrzynią w 1975 i brązową medalistką w 1974. Była halową mistrzynią NRD w pięcioboju w 1974, a w skoku w dal mistrzynią w 1979 i wicemistrzynią w 1974.
Rekordy życiowe:
| Konkurencja | Data i miejsce       | Wynik     |
| ----------- | -------------------- | --------- |
| skok w dal  | 19 maja 1976, Drezno | 6,99      |
| pięciobój   | 1976                 | 4813 pkt. |